# Grete Hermann
Grete Hermann (Bremen, 2 de març de 1901 - 15 de febrer de 1984) va ser una matemàtica i filòsofa alemanya coneguda pel seu treball en matemàtiques, física, filosofia i educació. Va destacar per la seva obra filosòfica sobre els fonaments de la mecànica quàntica i en l'actualitat és més coneguda per una refutació d'un teorema de John von Neumann sobre l'absència de variables ocultes. Aquest teorema va tenir una forta influència en el desenvolupament de la mecànica quàntica, i la refutació per Hermann va romandre gairebé desconeguda durant dècades.

## Matemàtiques
Hermann va estudiar matemàtiques en Göttingen sota la direcció d'Emmy Noether. La seva tesi doctoral, "Die Frage der endlich Vielen Schritte in der Theorie der Polynomideale" (en anglès "The Question of Finitely Many Steps in Polynomial Ideal Theory"), publicada a Mathematische Annalen, és el document fundacional de l'àlgebra computacional. Va establir per primera vegada l'existència d'algorismes (inclosos els límits de complexitat) per a molts dels problemes bàsics de l'àlgebra abstracta, com ara la pertinença a un ideal d'anell de polinòmis. El seu algorisme de descomposició en ideals primaris encara s'utilitza avui dia.

### Assistent de Leonard Nelson
De 1925 a 1927, Hermann va treballar com a assistent de Leonard Nelson, matemàtic i filòsof alemany. El 1932 Hermann va fer juntament amb Minna Specht una edició pòstuma de l'obra de Nelson System der philosophischen Ethik und Pädagogik mentre prosseguia les seves pròpies recerques. El 1926 va participar en la fundació d'un grup de joves socialistes radicals: l'ISK (partit que també va tenir el suport d'Albert Einstein. Aquest partit va participar de l'intent de conformar un front unit contra el nazisme i va ser molt actiu en la resistència durant la Segona Guerra Mundial.

## Mecànica quàntica
Com a filòsofa, Hermann estava particularment interessada en els fonaments de la física. El 1934, es va traslladar a Leipzig amb la intenció de conciliar el disseny neo-kantià de causalitat amb la nova mecànica quàntica. A Leipzig va tenir moltes discussions amb Carl Friedrich von Weizsäcker i Werner Heisenberg. Es coneix el contingut dels seus treballs en aquest període, amb una èmfasi en la distinció entre predictibilitat i causalitat, per tres de les seves publicacions, pels intercanvis de discussions que va fer amb Weizsäcker i la discussió sobre l'obra d'Hermann en el capítol 10 de Der Teil und das Ganze de Heisenberg. El seu Die naturphilosophischen Grundlagen der Quantenmechanik, publicat a Dinamarca, ha estat citat com "un dels primers i millors tractaments filosòfics sobre la nova mecànica quàntica". En aquest assaig, es conclou:
| «                                                                                 | La teoria de la mecànica quàntica ens força […] a deixar l'assumpció del caràcter absolut del coneixements sobre la natura i tractar amb el principi de causalitat independentment d'aquesta suposició. La mecànica quàntica, per tant, no ha contradit la llei de la causalitat en absolut, sinó que ho ha aclarit i ha eliminat altres principis que no estan necessàriament connectats amb ella | » |
| — Grete Hermann, The foundations of quantum mechanics in the philosophy of nature | |   |

El 1935 Hermann va publicar un argument que mostrava un defecte evident en la demostració d'un teorema de 1932 de von Neumann. No obstant això, aquest teorema va seguir sent àmpliament invocat per afirmar que una teoria quàntica de variables ocultes era impossible, i la demostració d'Hermann havia passat desapercebuda per la comunitat científica fins que John Stewart Bell la va redescobrir independentment i la va publicar en 1966, i que Max Jammer informés el 1974 del precedent de la demostració d'Hermann. Alguns han especulat sobre el desenvolupament històric molt diferent que podria haver tingut la mecànica quàntica si la crítica d'Hermann no s'hagués mantingut gairebé ignorada durant dècades. En particular, podria haver posat en qüestió la interpretació de Copenhaguen, proporcionant una base creïble per a l'ulterior desenvolupament de les teories de les variables ocultes no locals.
En 2010 Jeffrey Bub va publicar una argumentació segons la qual Bell (i per tant també Hermann) havia interpretat erròniament la demostració de von Neumann: Bub argüía que, en realitat, Von Neumann no intentava demostrar la impossibilitat absoluta de variables ocultes i que la seva prova en última instància no era errònia. La validesa de l'argument de Bub és, al seu torn, qüestionada.
Al juny de 1936, Hermann va obtenir el premi Richard Avenarius juntament amb Eduard May i Th. Vogel.

## Compromís antinazi
Quan Hitler va arribar al poder a Alemanya, Hermann va prendre part en el moviment de resistència contra els nazis. Va ser membre de la Internationaler Sozialistischer Kampfbund (ISK), (Lliga Internacional Socialista), partit socialista escindit del Partit Socialdemòcrata d'Alemanya durant la República de Weimar.

## Emigració i anys posteriors
El 1936, Hermann va deixar Alemanya per Dinamarca i posteriorment, França i Anglaterra. A Londres, a fi d'evitar sobresortir a causa de la seva procedència alemanya, es va casar amb un home anomenat Edward Henry a principis de 1938. La seva presència va ser justificada pels esdeveniments: dos anys més tard, el govern britànic va invocar la seva regulació fins ara amagada, Reglament 18B de Defensa (General) de 1939 que permetia l'internament de persones sospitoses de ser simpatitzants nazis i l'efecte del 18B era la suspensió del habeas corpus.
Després de la guerra va acabar el 1945, va poder combinar els seus interessos en física i matemàtiques amb la filosofia política. Es va unir al Partit Socialdemòcrata d'Alemanya al tornar el 1946 al que esdevindria, el 1949, la República Federal Alemanya (Alemanya Occidental). A partir de 1947, va ser una de les persones que van estar darrere del programa Bad Godesberg un manifest que va marcar el canvi d'orientació política i ideològica del Partit Socialdemòcrata d'Alemanya a la segona meitat del segle xx i publicat el 1959, que va proporcionar una detallada plataforma de modernització que va portar el partit al govern als anys seixanta.
Va ser nomenada professora de filosofia i física a la Pädagogische Hochschule de Bremen i va tenir un paper rellevant en la Gewerkschaft Erziehung und Wissenschaft. De 1961 a 1978, va presidir la Philosophisch-Politische Akademie, una organització fundada per Nelson en 1922, orientada cap a l'educació, la justícia social, l'acció política responsable i la seva base filosòfica.